# Pauvres
Pauvres – miejscowość i gmina we Francji, w regionie Grand Est, w departamencie Ardeny.
Według danych na rok gminę zamieszkiwało 176 osób.